# 予定
| ウィキペディアには「予定」という見出しの百科事典記事はありません（タイトルに「予定」を含むページの一覧/「予定」で始まるページの一覧）。 代わりにウィクショナリーのページ「予定」が役に立つかもしれません。 |